# Коттонвуд (округ)
Ко́ттонвуд (англ. Cottonwood County) — округ в штате Миннесота, США. Административный центр и крупнейший город — Уиндом. По переписи 2000 года в округе проживают 12 167 человек. Площадь — 1681 км², из которых 1658 км² — суша, а 23 км² — вода. Плотность населения составляет 7 чел./км².

## История
Округ был основан в 1857 году.